# Поремби (Опочинський повіт)
Поремби (пол. Poręby) — село в Польщі, у гміні Посвентне Опочинського повіту Лодзинського воєводства.
Населення — 85 осіб (2011).
У 1975-1998 роках село належало до Пйотрковського воєводства.

## Демографія
Демографічна структура станом на 31 березня 2011 року:
|          | Загалом | Допрацездатний вік | Працездатний вік | Постпрацездатний вік |
| -------- | ------- | ------------------ | ---------------- | -------------------- |
| Чоловіки | 47      | 5                  | 33               | 9                    |
| Жінки    | 38      | 4                  | 15               | 19                   |
| Разом    | 85      | 9                  | 48               | 28                   |